# Косовська сільська рада
Косовська сільська́ ра́да (біл. Косаўскі сельсавет) — колишня адміністративно-територіальна одиниця у складі Івацевицького району Берестейської області Білорусі. Адміністративним центром було місто Косово (не входило до складу).

## Історія
Сільська рада ліквідована 17 вересня 2013 року, територія та населені пункти увійшли до складу Квасевицької сільської ради.

## Склад
Населені пункти, що підпорядковувалися сільській раді станом на 2009 рік:
| Населений пункт | Тип  | Населення, осіб (2009) |
| --------------- | ---- | ---------------------- |
| Белавичі        | село | 226                    |
| Запілля         | село | 552                    |
| Сторожовщина    | село | 334                    |
| Ходорки         | село | 43                     |

## Населення
За переписом населення Білорусі 2009 року чисельність населення сільської ради становила 1155 осіб.

### Національність
Розподіл населення за рідною національністю за даними перепису 2009 року:
| Національність | Осіб | Відсоток |
| -------------- | ---- | -------- |
| білоруси       | 1098 | 95,06 %  |
| росіяни        | 36   | 3,12 %   |
| поляки         | 8    | 0,69 %   |
| українці       | 7    | 0,61 %   |
| німці          | 3    | 0,26 %   |
| азербайджанці  | 1    | 0,09 %   |
| молдовани      | 1    | 0,09 %   |
| чуваші         | 1    | 0,09 %   |
| Разом          | 1155 | 100 %    |